# Allas självbiografi

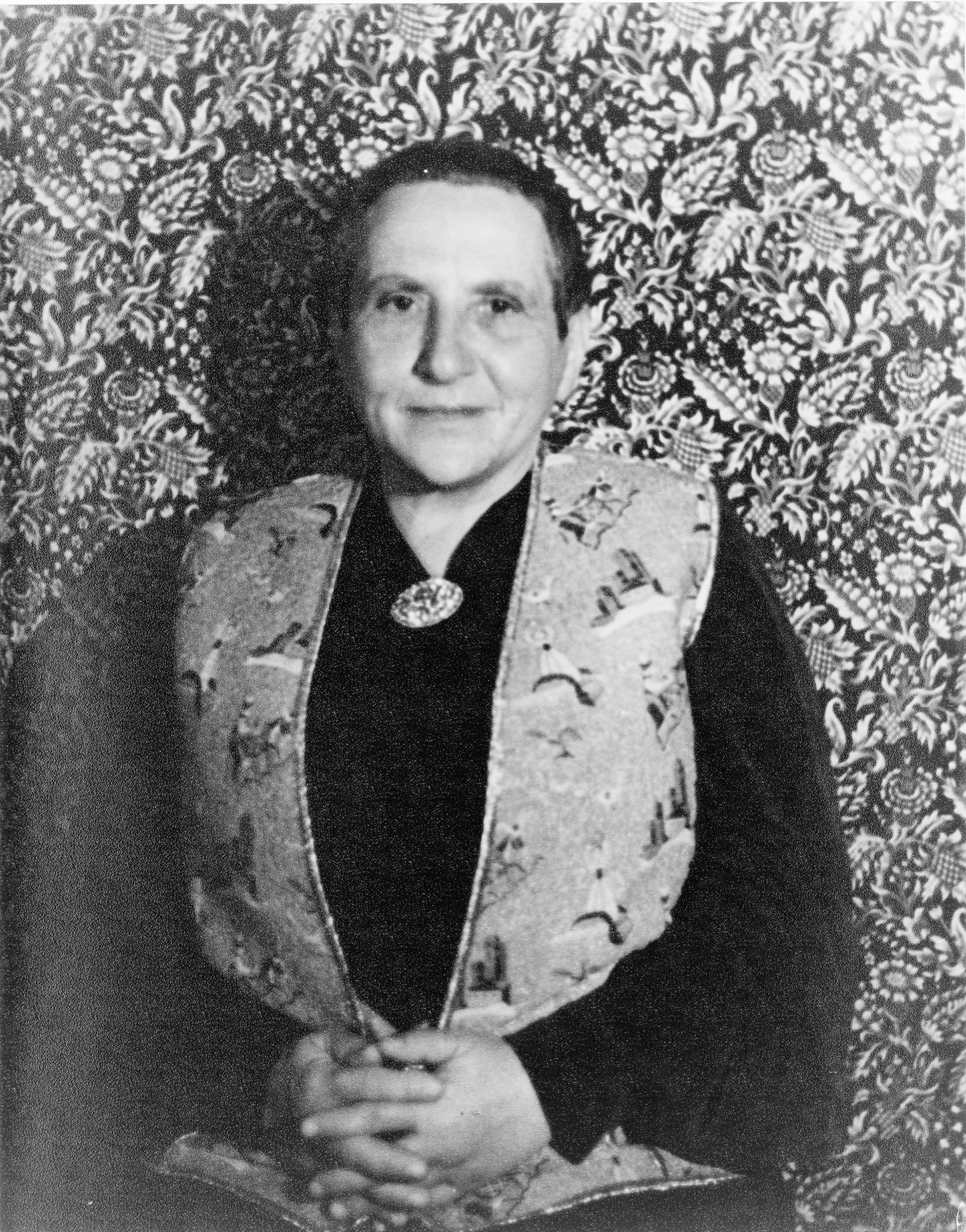
Getrude Stein 1935.

Allas självbiografi (Everybody's autobiography) är en självbiografisk bok av den amerikanska författarinnan Gertrude Stein (1874-1946). Den utgavs först gången 1937 och utgör en fortsättning på hennes mer kända Alice B. Toklas självbiografi, en självbiografisk bok om Stein och hennes upplevelser i Paris konstnärs- och författarkretsar från 1900-talets början till 1930-talet, fiktivt återberättad genom hennes livskamrat Alice B Toklas.
I Allas självbiografi berättar Stein som i Alice B Toklas självbiografi om sitt liv och sitt umgänge med konstnärer som Picasso och Dalí och dessutom om den föreläsningsturné hon företog i USA 1934-1935. Boken har ansetts vara mörkare och mer komplex än Alice B. Toklas självbiografi. I båda böckerna har bedömare dock sett en humor och en tillgänglighet som skiljer dem från Steins övriga, mer teoretiserande verk. Stein skrev ytterligare en självbiografisk bok, Wars I have seen (1945) som utgör en fortsättning på Allas självbiografi.  
I kapitel 4 i Allas självbiografi förekommer en av Steins mest citerade formuleringar. Under sin föreläsningsturné i USA (se ovan) försökte hon återfinna sitt barndomshem i Oakland i Kalifornien men kunde inte hitta byggnaden och Stein kommenterar saken med frasen "det finns inget där där" ("There is no there there"). 

## Svenska översättningar
- Allas självbiografi. (2005) Översättning Görgen Antonsson. Lund: Bakhåll. ISBN 91-7742-243-0.